# 喬桐大橋
喬桐大橋（キョドンテギョ、朝: 교동대교）は、大韓民国仁川広域市江華郡喬桐島（喬桐面鳳韶里）と江華島（両寺面寅火里）を結ぶ橋。喬桐連陸橋ともいう。
江華-喬桐連絡道路は、全長2,110メートルの喬桐大橋と橋の両方の接続道路1,330メートルをあわせ、合計3,440メートルであり、900億ウォンの事業費が投入されて、2014年7月1日に、正式に開通した。

## 歴史
- 2008年9月25日 - 着工[1]。
- 2011年 - 当初2012年末に開通する計画だったが、干潟に設置された基礎杭が転倒し、工事が遅延する。 (基礎杭の引き上げ後、再施工した。)
- 2014年旧正月 - 一時開通。
- 2014年7月1日 - 開通[2]。

## 通行制限

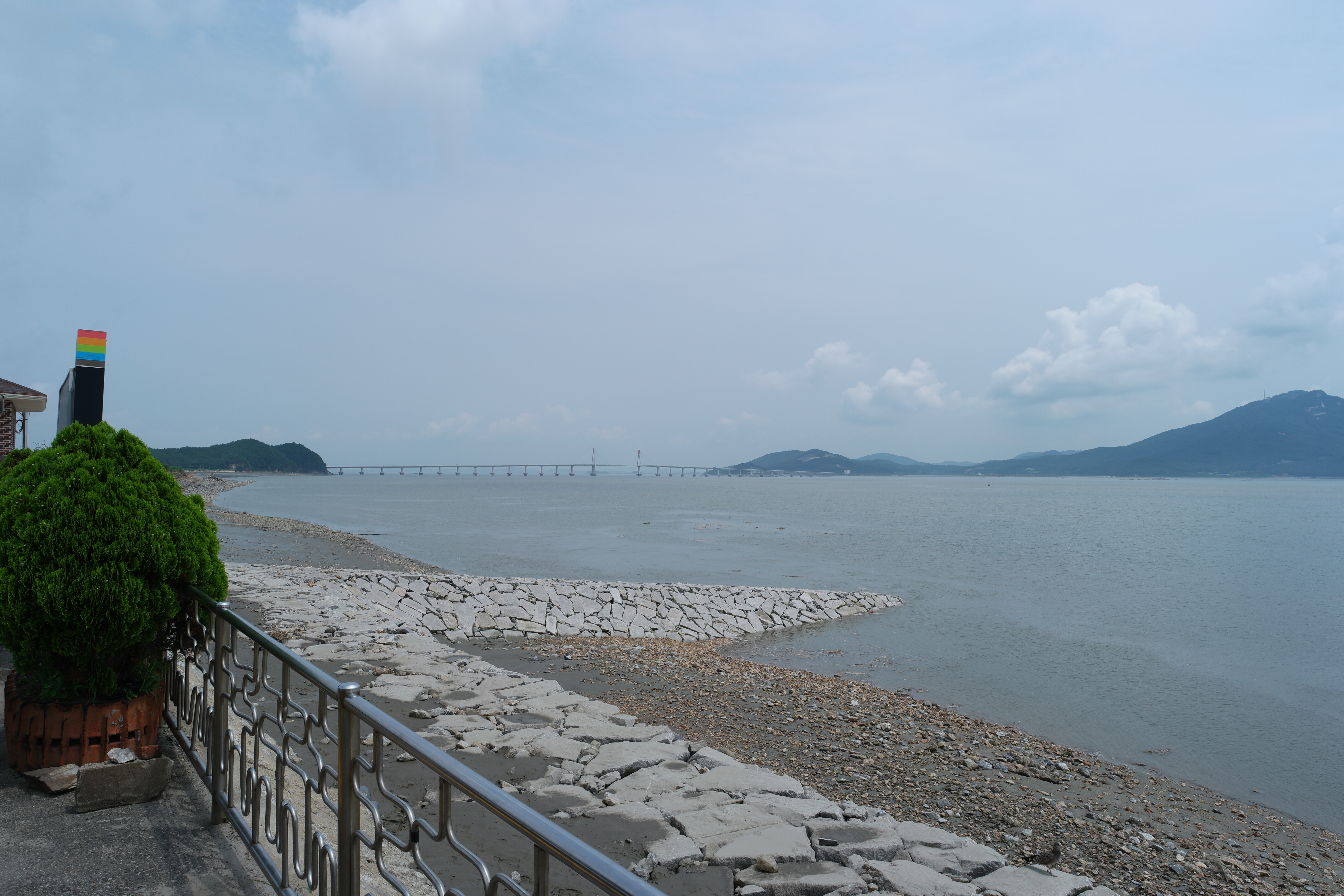
月仙浦から眺めた喬桐大橋

喬桐島は民間人出入統制区域であるので、喬桐島住民ではない人は海兵隊の検問所で島の出入目的を確認された後、出入証を交付してもらい、大橋入口の検問所で出入証を提示しないと、橋を渡ることができない。また、夜間（午後8時から午前6時）には、通行することができない。